# Macronyx fuelleborni
Macronyx fuelleborni là một loài chim trong họ Motacillidae. Loài này được tìm thấy ở Angola, Cộng hòa Dân chủ Congo, Namibia, Tanzania và Zambia. Tên của loài chim này tưởng niệm các bác sĩ người Đức Friedrich Fülleborn.
Môi trường sống tự nhiên của chúng là rừng nhiệt đới hoặc cận nhiệt đới khô, xavan ẩm và nhiệt đới hoặc cận nhiệt đới mùa ẩm ướt hoặc đồng cỏ vùng đồng bằng bị ngập lụt.